# 970-й бомбардировочный авиационный полк
970-й бомбардировочный авиационный Городище-Сталинградский ордена Кутузова полк — авиационная воинская часть бомбардировочной авиации ВВС РККА в Великой Отечественной войне.

## Боевой путь
С 2 сентября 1942 года лётчики полка принимали участие в боевых действиях на Сталинградском фронте. 4 сентября 1942 года полк был включен в состав 271-й ночной бомбардировочной авиационной дивизии. В условиях сильного зенитного огня и сложных погодных условий лётчики полка производили бомбардировку живой силы и техники противника в районе населенных пунктов Большая Россошка, Винновка, Карповка и Городище, балок Сухая Мечетка, Яблоновская и Дубинино, железнодорожной станции Воропаево.
При выполнении боевого задания лётчиком сержантом В. С. Лайковым и стрелком-бомбардиром ст. сержантом Н. Г. Рачковским был уничтожен продовольственный склад румынской дивизии в районе совхоза «Опытное поле». Оба лётчика были награждены орденами Красного Знамени.
При блокировке аэродромов противника Гумрак, Большая Россошка, совхоз «Победа Октября», Древний Вал и Питомник наиболее отличились командир эскадрильи капитан А. Ф. Тарасенко, штурман эскадрильи лейтенант Н. И. Федорин, начальник связи эскадрильи ст. лейтенант П. Г. Шубко, командир звена лейтенант В. Д. Тихомиров, командир звена мл. лейтенант В. И. Зубов, штурман звена ст. сержант Н. Я. Васильев, лётчики мл. лейтенант Н. П. Плеханов, ст. сержант О. А. Петров, сержант А. П. Полякова, стрелки-бомбардиры старшина Д. И. Езерский и старшина И. И. Резниченко, уничтожившие большое количество транспортных самолетов Ю-52 и автомашин.
14 ноября при выполнении боевого вылета огнём зенитной артиллерии был подбит самолет У-2 лётчика ст. сержанта В. С. Куцева. Однако, лётчик сумел вывести поврежденный самолет из под огня противника и посадить его на свой аэродром. За успешное выполнение боевого задания ст. сержант В. С. Куцев награжден орденом Отечественной войны II степени.
22 ноября 1942 года во время боевого вылета был сбит самолёт У-2. Погиб штурман звена лейтенант Н. К. Пархатов.
10 декабря 1942 года при бомбардировке аэродрома Большая Рассошка был сбит самолёт лётчика мл. лейтенанта Г. Т. Есулькова и стрелка-бомбардира лейтенанта П. Н. Шкурина. Оба лётчика попали в плен и были освобождены из плена советскими войсками 22 января 1943 года. После проверки вернулись в полк.
В ночь на 20 января 1943 года экипаж пилота ст. сержанта Б. П. Залойко и стрелка-бомбардира ст. сержанта В. Ф. Маршалова обнаружили и уничтожили два Ю-52 на аэродроме Деревянный Вал и один Ю-52 на аэродроме Гумрак. При выполнении боевого задания самолет У-2 был поврежден огнем зенитной артиллерии и получил более 50 пробоин. За выполнение боевого задания ст. сержанты Б. П. Залойко и В. Ф. Маршалов награждены медалями «За отвагу».
За отличие в Сталинградской битве 970-й ночной бомбардировочный авиационный полк получил 2 февраля 1943 года почётное наименование Городище-Сталинградский.
После передислокации на Центральный фронт полк в течение марта-апреля 1943 года действовал по железнодорожным узлам орловского направления, по дорогам, идущим к фронту, по войсковым резервам, а также по войскам противника на поле боя, вел воздушную разведку. 19 марта 1943 года огнем зенитной артиллерии был сбит У-2 лётчика сержанта В. Н. Подвигина и штурмана лейтенанта Б. И. Низовкина.
В мае 1943 года лётчики полка осуществляли бомбардировку наземных войск противника в районе населенных пунктов Александровка, Щербатово, Архангельское, Глазуновка, Сеньково, Похвальное, Куначь, Тагино, Красная Горка, Саблино, Веселый Поселок, хутора Ливошевский, железнодорожной станции Еропкино и вели обстрел автоколонн противника на дороге Куначь-Кудеярово. 9 мая 1943 года из боевого вылета не вернулся самолет лётчика сержанта А. П. Поляковой и штурмана старшины Е. А. Сагайдокова.
В ночь на 10 мая при бомбардировке железнодорожной станции Змиевка огнем зенитной артиллерии противника был сильно поврежден самолет У-2 лётчика сержанта А. Е. Ахапкина и стрелка-бомбардира сержанта А. А. Мальцева. Несмотря на плохие метеоусловия, повреждения самолета и тяжелое ранение стрелка-бомбардира А. А. Мальцева экипаж сумел выполнить боевое задание, создав большой очаг пожара. За отличное выполнение боевого задания сержанты А. Е. Ахапкин и А. А. Мальцев были награждены медалями «За боевые заслуги».
В июне-июле 1943 года лётчики полка выполняли бомбардировку войск противника в населенных пунктах Морозиха, Широкое, Никольское, Шаблынино, Золотая, Зелёная Роща и Богодухово. В ночь на 6 июня 1943 года при выполнении боевого задания в районе населенного пункта Макеево прямым попаданием зенитной артиллерии был поврежден самолет мл. лейтенанта Б. П. Залойко, однако лётчик сумел вывести самолёт из штопора и посадить поврежденный самолет на свой аэродром. Несмотря на сильный заградительный огонь зенитной артиллерии противника экипаж командира звена мл. лейтенанта В. И. Зубова и штурмана звена мл. лейтенанта Д. И. Езерского прямым попаданием бомб уничтожил большой склад боеприпасов. За успешное выполнение боевого задания мл. лейтенанты Б. П. Залойко, В. И. Зубов и Д. И. Езерский награждены орденами Красной Звезды.
8 июля 1943 года при выполнении боевого задания в районе станции Поныри огнем зенитной артиллерии противника сбит У-2 пилота ст. сержанта Александры Поляковой и штурмана старшины Е. Сагайдакова. 12 июля с боевого задания в районе населенных пунктов Ольховка и Стрелецкое не вернулись экипажи лейтенанта Г. Е. Уварова и ст. лейтенанта Н. П. Шевцова, мл. лейтенанта Б. П. Залойко и мл. лейтенанта В. И. Лезьева. 
Во время проведения Орловской наступательной операции лётчики полка выполняли по 5-6 вылетов за ночь на бомбардировку живой силы и техники противника в районе населенных пунктов Тросна, Воронец, Согласное, Чувардино, Васильевка, Кривые Верхи, Бузулук, Кромы, Костеевка, Любки, Кутафино, Шарово, Поныри, Ново-Слободка и железнодорожных станций Малоархангельск, Погребы и Глазуновка.
Во время проведения Черниговско-Припятской операции полк осуществлял поддержку наземных войск Центрального фронта и осуществлял бомбардировку живой силы и техники противника в районе автодороги Чернигов-Репки, железнодорожной станции Брасово. 25 августа 1943 года был сбит У-2 командира звена ст. лейтенанта Н. И. Харламова. Лётчик попал в плен. 3 сентября 1943 года во время выполнения боевого задания в воздухе столкнулись два самолёта полка. Погибли лётчик мл. лейтенант А. Е. Ахапкин и штурман мл. лейтенант В. И. Левченко.
Во время проведения Гомельско-Речицкой операции лётчики полка вылетали на бомбардировку населенных пунктов Кострюковка, Руда-Удалевская, Коничево. Особенно проявили себя лётчики полка в боях за освобождение города Речица.
В конце сентября полк поддерживал наземные войска Белорусского фронта при форсировании Днепра и захвате плацдарма на его западном берегу.
2 января 1944 года во время боевого вылета сбит По-2 лётчика лейтенанта С. И. Рыжкова и штурмана мл. лейтенант В. И. Мастиновского. Оба офицера вернулись в полк.
В январе 1944 года полк участвовал в Калинковичско-Мозырской операции Белорусского фронта.
В феврале 1944 года полк был выведен в резерв и переформирован в 970-й бомбардировочный Городище-Сталинградский авиационный полк. На вооружение полка поступили самолёты Бостон. Личный состав полка пополнился воздушными стрелками.
С 18 декабря 1944 года полк в составе 327-й бомбардировочной авиационной дивизии 5-го бомбардировочного авиационного корпуса участвовал в боевых действиях на 2-м Белорусском фронте.
16 января 1945 года при бомбардировании города Пшасныш огнем зенитной артиллерии был сбит бомбардировщик командира звена лейтенанта А. М. Саухина и штурмана звена ст. лейтенанта И. И. Кузнецова. Экипаж попал в плен. Однако лейтенант А. М. Саухин сумел организовать побег и 21 января лётчики вернулись в полк. Также, в этом вылете, огнем зенитной артиллерии был поврежден бомбардировщик командира звена лейтенанта В. М. Михалицина, осколком зенитного снаряда ранен в ногу штурман звена мл. лейтенант Б. М. Пустовалов. Несмотря на большую потерю крови штурман Б. М. Пустовалов сохранил ориентировку и сумел привести самолет на свой аэродром. За мужество и отвагу мл. лейтенант Б. М. Пустовалов награжден орденом Отечественной войны I степени.
17 января при бомбардировании города Плоньск восьмерка бомбардировщиков была атакована 6 истребителями FW-190. Атака была отбита метким пулеметным огнём воздушного стрелка гв. старшины К. И. Сидельникова, стрелка-радиста ст. сержанта Н. Е. Куреляк, сбит один истребитель. Огнем зенитной артиллерии был подбит самолет командира звена лейтенанта М. Т. Щербакова (штурман звена мл. лейтенант В. Ф. Маршалов), была повреждена топливная система и прекратилась подача горючего в двигатели. Лётчик вывел поврежденный самолет из строя и пошел со снижением по направлению к территории занятой советскими войсками. Немецкие истребители преследовали бомбардировщик и подожгли левую группу бензобаков на самолёте. Лейтенант М. Т. Щербаков сумел посадить горящий самолёт. За проявленное мужество и спасение жизни экипажа лейтенант М. Т. Щербаков награжден орденом Отечественной войны II степени, мл. лейтенант В. Ф. Маршалов награжден орденом Красной Звезды.
В то же день из боевого вылета в район города Млава не вернулись экипажи лётчика мл. лейтенанта Д. М. Колесова, штурмана мл. лейтенанта О. К. Скрипчинского и лётчика мл. лейтенанта Н. Я. Харитонова, штурмана мл. лейтенанта С. С. Чечкова.
18 января при подходе к городу Пшасныш огнем зенитной артиллерии был повреждён левый мотор бомбардировщика мл. лейтенанта М. А. Кувалдина, ранен штурман. Лётчик М. А. Кувалдин на одном моторе сумел долететь до территории занятой советскими войсками и посадить самолёт на свой аэродром. За образцовое выполнение боевого задания мл. лейтенанта М. А. Кувалдин награжден орденом Красной Звезды.
Во время боев за взятие Вилленберга 19 января 1945 года девятка бомбардировщиков полка (ведущий — командир 3-й эскадрильи ст. лейтенант С. Г. Поначевный) под прикрытием 8 истребителей Bell P-39 Airacobra метким бомбовым ударом уничтожила два шоссейных моста через реку Омулев в городе Вилленберг. За образцовое выполнение боевого задания командир эскадрильи ст. лейтенант С. Г. Поначевный и штурман эскадрильи лейтенант Д. И. Езерский награждены орденами Красного Знамени, начальник связи эскадрильи мл. лейтенант В. И. Обысов награжден орденом Отечественной войны II степени.
19 января 1945 года группа бомбардировщиков (ведущий — заместитель командира эскадрильи ст. лейтенант Г. Т. Ельсуков) произвела бомбардировку железнодорожной станции Найденбург.
20 января при бомбардировке железнодорожной станции Иоханнисбург повреждено железнодорожное полотно и станционные сооружения. В тот же день группа бомбардировщиков полка произвела бомбардировку станции Ортельсбург. Уничтожено 2 и повреждено 8 железнодорожных вагонов, повреждено железнодорожное полотно.
5 февраля 1945 года девятка бомбардировщиков полка произвела бомбардировку города Браунсберг. Создано 3 очага пожара и зафиксировано 63 попадания бомб в жилые здания и склады. Атаки истребителей противника были отбиты огнем воздушных стрелков ст. сержантов П. К. Семёнова и Н. А. Скачкова, сержанта В. Д. Лосева и стрелков-радистов ст. сержанта А. А. Романова, сержанта В. Н. Шустова. Огнем зенитной артиллерии пробит бензобак и поврежден триммер руля бомбардировщика мл. лейтенанта Н. М. Новикова. Проявив мастерство, мл. лейтенант Н. М. Новиков сумел посадить поврежденный самолет на свой аэродром и за проявленное при этом мужество награжден орденом Красной Звезды.
16 февраля при бомбардировании станции Ортельсбург девятка бомбардировщиков была атакована истребителями противника. Атака была отбита метким пулеметным огнём воздушного стрелка гв. старшины К. И. Сидельникова и стрелка-радиста ст. сержанта Н. Е. Куреляк. Точным бомбометанием уничтожено 3 и повреждено 8 железнодорожных вагонов, создано 2 очага пожаров, разбиты станционные сооружения.
20 февраля 1945 года при подходе к городу Старгарду группа бомбардировщиков полка была атакована 10 истребителями Me-109, однако в результате умелого огня начальника связи эскадрильи мл. лейтенанта Н. И. Попова, воздушных стрелков ст. сержантов П. К. Семёнова, Н. А. Скачкова, В. А. Веретельникова, Н. Ф. Тарасова, Е. Ф. Феофанова, сержанта В. Д. Лосева и гв. ст. сержанта А. С. Зыбкина, стрелков-радистов ст. сержантов В. Н. Сапунова и К. И. Чирейкина все атаки были отбиты. В тот же день при бомбардировке города Бютов вызван очаг пожара и разбит шоссейный мост.
21 февраля 1945 года группа бомбардировщиков полка произвела бомбардировку железнодорожной станции Диршау. При бомбардировке железнодорожной станции Шинек огнем воздушных стрелков ст. сержантов В. А. Веретельникова, Н. В. Мацкевича, П. К. Семёнова, Н. А. Скачкова, Н. Ф. Тарасова, В. Н. Сапунова, А. А. Романова и стрелка-радиста сержанта В. С. Плотникова были отбиты атаки 6 истребителей Me-109 и FW-190 и сбит истребитель Ме-109.
2 апреля 1945 года группа бомбардировщиков (ведущий — заместитель командира эскадрильи ст. лейтенант Г. Т. Ельсуков) произвела бомбардировку порта Хель. Достигнуты прямые попадания по причалу и судам, стоящим под погрузкой.
6 апреля 1945 года группа бомбардировщиков полка произвела бомбардировку порта Фишгаузен.
7 апреля при выполнении боевого вылета на бомбардировку порта Фишгаузен огнем зенитной артиллерии был ранен в ногу штурман эскадрильи ст. лейтенант Н. Г. Рачковский, однако истекая кровью штурман сумел вывести девятку бомбардировщиков точно на цель и после бомбометания вернуть группу на аэродром. За образцовое выполнение боевого задания ст. лейтенант Н. Г. Рачковский был награжден орденом Красного Знамени.
8 апреля 1945 года девятка бомбардировщиков (ведущий — заместитель командира эскадрильи ст. лейтенант Г. Т. Ельсуков) произвела бомбардировку порта Хель, создано 5 очагов пожаров и повреждено железнодорожное полотно, прямым попаданием уничтожен военный транспорт и потоплена самоходная баржа и торпедный катер.
16 апреля 1945 года группа бомбардировщиков полка подавила огонь артиллерийской батареи противника в районе плацдарма наших войск западнее города Кюстрин.
24 апреля группа бомбардировщиков полка во время бомбардировки Прецлау подверглась атаке истребителей FW-190. Атака была отбита огнем воздушных стрелков ст. сержанта В. А. Веретельникова, ст. сержанта Н. А. Скачкова, ст. сержанта Л. А. Харченко, стрелков-радистов ст. сержанта В. Н. Сапунова, сержанта В. Н. Шустова.
25 апреля группа бомбардировщиков полка (ведущий штурман лейтенант Васильев) произвела бомбардировку города и железнодорожной станции Прецлау. Уничтожены 2 железнодорожных эшелона, создано 3 очага пожара и разрушено около 20 зданий.
26 апреля группа бомбардировщиков полка произвела бомбардировку артиллерийских позиций западнее города Штеттин. Подавлен огонь артиллерийской батареи. Атака истребителей противника была отбита огнем воздушного стрелка ст. сержанта Л. А. Харченко.
В тот же день граппа бомбардировщиков полка (ведущий — заместитель командира полка капитана Е. К. Колодин) бомбардировала город Пазевальк. Отмечено 4 попадания в жилые дома, 3 взрыва и создано 2 очага пожара. Огнем зенитной артиллерии был подбит самолет ведущего группы, осколками снаряда ранен в ногу стрелок-радист ст. сержант Н. Е. Куреляк. Лётчик сумел на одном двигателе перетянуть за линию фронта и совершить посадку на аэродром. За образцовое выполнение боевого задания капитан Е. К. Колодин награжден орденом Отечественной войны I степени, ст. сержант Н. Е. Куреляк награжден орденом Красной Звезды.
27 апреля группа бомбардировщиков полка произвела бомбардировку города Пазевальк.
3 мая группа бомбардировщиков полка произвела бомбардировку города Варнов. Создано 3 очага пожара. В тот же день группа бомбардировщиков полка произвела бомбардировку города Мисдроф. Разрушено 30 зданий и создано 4 очага пожара.
4 мая группа бомбардировщиков полка (ведущий — командир звена лейтенант Н. П. Плеханов) дважды вылетала на бомбардировку порта Свинемюнеде. В одном из вылетов, огнём зенитной артиллерии был тяжело ранен в ногу ведущий штурман лейтенант И. И. Резниченко. Несмотря на большую потерю крови штурман И. И. Резниченко сумел вывести группу на цель и поразить бомбовым ударом часть портовых построек и причал.
Всего за время проведения  Восточно-Прусской, Млавско-Эльбингской, Восточно-Померанской, Кёнигсбергской и Берлинской наступательных операций экипажи полка совершили 704 боевых самолётовылета на бомбардировку городов Ортельсбург, Вилленберг, Браунсберг, Млава, Гданьск, Пшасныш, Найденбург, Штеттин, Пренцлау, Варнов, Хель, Свинемюнде и железнодорожной станции Иоханнисбург.
970-й бомбардировочный авиационный Городище-Сталинградский полк Указом Президиума Верховного Совета СССР от 4 июня 1945 года награждён орденом Кутузова III степени.

## Послевоенная служба полка
После окончания военных действий полк входил в состав 162-й бомбардировочной авиационной дивизии. Дислоцировался на аэродроме Зональное.
10 декабря 1953 года в районе села Палево Тымовского района во время тренировочного полета потерпел авиакатострофу бомбардировщик Ил-28 (№ 36603904). Погиб экипаж в составе лётчика старшего лейтенанта П. Ф. Овчаренко, штурмана звена старшего лейтенанта И. М. Кац, стрелка-радиста рядового С. Ф. Данилова

## Награды
| Награда (наименование)                          | Дата награждения    | За что получена                   |
| ----------------------------------------------- | ------------------- | --------------------------------- |
| Почётное наименование «Городище-Сталинградский» | 2 февраля 1943 года | За отличие в Сталинградской битве |
| Орден Кутузова III степени                      | 4 июня 1945 года    |                                   |

## Командир полка
- майор Редькин Захар Павлович (до 31 декабря 1942 г.)
- подполковник, полковник Пушкарёв Николай Фёдорович (январь 1943 г. - декабрь 1944 г.)
- майор, подполковник Карпенко Михаил Спиридонович (с декабря 1944 г.)

## Управление полка
- Заместитель командира полка: 
  -  майор Лаврентьев Артемий Иванович (январь 1943 г. – декабрь 1944 г.)
  -  капитан Колодин Евгений Кирович
- Заместитель командира полка по политической части: 
  -  майор Кисляк Павел Селиверстович
- Штурман полка:
  -  гвардии майор Белонучкин Александр Васильевич
- Помощник командира полка по воздушно-стрелковой службе:
  -  майор Баков Константин Георгиевич
- Начальник связи полка:
  -  старший лейтенант Силкин Иван Иванович
- Начальник химической службы полка: 
  -  лейтенант Коган Семён Михайлович
- Комсорг полка: 
  -  лейтенант Латышенко Владимир Тимофеевич
- Лётчик управления полка:
  -  лейтенант Казаков Михаил Григорьевич

## Штаб полка
- Начальник штаба полка: 
  - майор Трапезников Фёдор Васильевич
  -  гвардии майор Шестаков Виктор Александрович
- Заместитель начальника штаба полка по оперативно-разведывательной части: 
  -  майор Власов Александр Тихонович
- Помощник начальника штаба полка по разведке и аэрофотослужбе: 
  -   лейтенант Зощенко Иван Авксентьевич
- Помощник начальника штаба полка по связи: 
  - старший лейтенант Васильев Сергей Кириллович
- Начальник отделения строевого и кадров: 
  - лейтенант Токмаков Алексей Петрович

## Инженерная служба полка
- Старший инженер полка: 
  -  гвардии старший техник-лейтенант, инженер-капитан Челноков Владимир Дмитриевич
- Заместитель старшего инженера полка по электро-спецоборудованию: 
  -  инженер-капитан Куртов Николай Васильевич (с августа 1944 г.)
- Заместитель старшего инженера по вооружению: 
  -  капитан авиационно-технической службы Леонов Николай Николаевич

## Наиболее отличившиеся лётчики и штурманы полка
| Награда | Ф.И.О.                        | Должность                 | Звание                     | Примечания |
| ------- | ----------------------------- | ------------------------- | -------------------------- | --- |
|         | Васильев Николай Яковлевич    | Штурман эскадрильи        | Лейтенант ВВС СССР         | 513 боевых вылетов на ПО-2 и 25 боевых вылетов на Бостон |
|         | Езерский Дмитрий Иванович     | Штурман эскадрильи        | Лейтенант ВВС СССР         | 436 боевых вылетов на По-2. В ночь на 6 июня 1943 г. прямым попаданием бомб уничтожил большой склад боеприпасов районе населенного пункта Макеево.                             |
|         | Ельсуков Георгий Терентьевич  | Зам. командира эскадрильи | Старший лейтенант ВВС СССР | 376 боевых вылетов на ПО-2 и 22 боевых вылета на Бостон |
|         | Зубов Владимир Иванович       | Командир 2-й эскадрильи   | Капитан ВВС СССР           | 451 боевой вылет на По-2 и 20 боевых вылетов на Бостон. В ночь на 6 июня 1943 г. прямым попаданием бомб уничтожил большой склад боеприпасов районе населенного пункта Макеево. |
|         | Крысанов Алексей Петрович     | Штурман экипажа           | Лейтенант ВВС СССР         | 306 боевых вылетов на ПО-2 и 17 боевых вылетов на Бостон |
|         | Куцев Василий Сергеевич       | Зам. командира эскадрильи | Старший лейтенант ВВС СССР | 448 боевых вылетов на ПО-2 и 25 боевых вылетов на Бостон |
|         | Лайков Владислав Степанович   | Командир звена            | Лейтенант ВВС СССР         | 488 боевых вылетов на ПО-2 и 8 боевых вылетов на Бостон |
|         | Монахов Владимир Сергеевич    | Штурман эскадрильи        | Капитан ВВС СССР           | 378 боевых вылетов на ПО-2 и 20 боевых вылетов на Бостон |
|         | Плеханов Николай Петрович     | Командир звена            | Лейтенант ВВС СССР         | 324 боевых вылета на ПО-2 и 20 боевых вылетов на Бостон |
|         | Рачковский Николай Георгиевич | Штурман эскадрильи        | Старший лейтенант ВВС СССР | 533 боевых вылетов на ПО-2 и 11 боевых вылетов на Бостон |
|         | Резниченко Иван Исаевич       | Штурман звена             | Старший лейтенант ВВС СССР | 417 боевых вылетов на ПО-2 и 18 боевых вылетов на Бостон |
|         | Рыжов Степан Иванович         | Старший лётчик            | Лейтенант ВВС СССР         | 375 боевых вылетов на ПО-2 и 18 боевых вылетов на Бостон |
|         | Трофимов Иван Трофимович      | Старший лётчик            | Лейтенант ВВС СССР         | 436 боевых вылетов на ПО-2 и 22 боевых вылета на Бостон |
|         | Чернецкий Аркадий Андреевич   | Командир звена            | Лейтенант ВВС СССР         | 304 боевых вылета на ПО-2 и 16 боевых вылетов на Бостон |
|         | Шкурин Пётр Никитович         | Штурман звена             | Старший лейтенант ВВС СССР | 263 боевых вылета на ПО-2 и 24 боевых вылета на Бостон |
|         | Щербаков Матвей Трофимович    | Командир звена            | Лейтенант ВВС СССР         | 480 боевых вылетов на ПО-2 и 18 боевых вылетов на Бостон |
|         | Уваров Григорий Ефимович      | Зам. командира эскадрильи | Лейтенант ВВС СССР         | 448 боевых вылетов на ПО-2 и 9 боевых вылетов на Бостон |